# National Solar Observatory
L'Observatori Solar Nacional, més conegut pel seu nom oficial en anglès National Solar Observatory (NSO) és un centre d'investigació i desenvolupament amb finançament federal dels Estats Units per avançar en el coneixement de la física del Sol. NSO estudia el Sol com a objecte astronòmic i com a influència externa dominant a la Terra. NSO té la seu a Boulder i opera instal·lacions en diverses ubicacions: al telescopi solar Daniel K. Inouye de 4 metres de l'Observatori Haleakala a l'illa de Maui, al pic de Sacramento a prop de Sunspot a Nou Mèxic i sis llocs a tot el món. Per al Global Oscillations Network Group, un dels quals es comparteix amb Synoptic Optical Long-term Investigations of the Sun.
NSO proporciona les seves observacions a la comunitat científica. Opera instal·lacions, desenvolupa instrumentació avançada tant a casa com a través d'associacions, realitza investigacions solars i porta a terme divulgació educativa i pública.